# Kevin Rowland

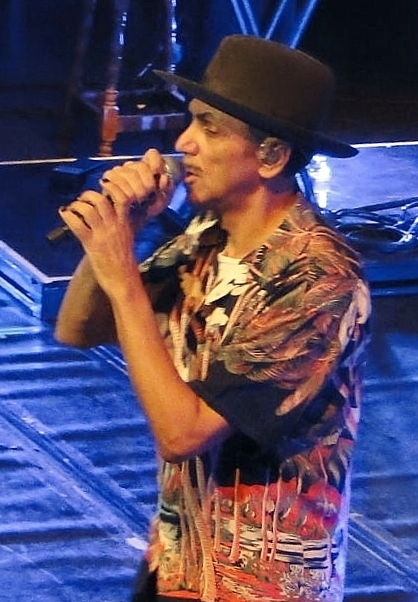
Kevin Rowland, 2012

Kevin Rowland (* 17. August 1953 in Wolverhampton, England) ist ein britischer Sänger und Komponist irischer Abstammung. Er ist der Bandleader der Dexys Midnight Runners.

## Leben
Vor seiner musikalischen Karriere arbeitete er in der Baufirma seines Vaters und machte in Birmingham eine Lehre zum Friseur.
Rowlands erste Gruppe Lucy & The Lovers war von Roxy Music beeinflusst und nur kurzlebig.
Sein nächstes Projekt The Killjoys war dank des Songs Johnny Won’t Go To Heaven 1977 erheblich erfolgreicher. Entfremdet von der Punkszene, gründete Kevin Rowland zusammen mit Killjoys Gitarristen Kevin „Al“ Archer eine neue von Soul und keltischem Folk beeinflusste Gruppe: die Dexys Midnight Runners. Mit dieser Band hatte er seine größten Erfolge; insbesondere der Titel Come On Eileen war als Nummer-1-Hit in England,  den USA und vielen anderen Ländern einer der weltweit erfolgreichsten Titel der 1980er Jahre. 
Als Dexys 1987 aufgelöst wurde, nahm Rowland ein Soloalbum mit Namen The Wanderer auf. Das Album mit seinen drei ausgekoppelten Singles war ein kommerzieller Flop. Sein nächstes Album erschien erst 1999. Es handelt sich um eine Sammlung von Coverversionen wie My Beauty. Trotz des Beifalls seitens der Musikkritiker konnte das Album wieder nicht erfolgreich verkauft werden.
Aufgrund seines teilweise egomanischen und überkontrollierenden Verhaltens gab es häufig Probleme zwischen Rowland und seinen Mitmusikern, was zu ständigen Wechseln in der Bandbesetzung führte. Er hatte auch mit Depressionen und Kokainabhängigkeit zu kämpfen. Nach eigenen Angaben plagten Rowland während seiner gesamten musikalischen Tätigkeit Versagensängste. 
Im April 2003 wurden die Dexys von Rowland zu einer Tour wieder zusammengestellt. Im gleichen Jahr erschien die Greatest-Hits-Compilation Let’s Make This Precious.
In der BBC teilte er in einem Interview im Juni 2005 mit, dass die Gruppe Dexys Midnight Runners sich wieder im Studio zu Aufnahmen eines neuen Albums zusammengefunden habe. 2012 erschien ein neues Album der Band, die jetzt nur noch Dexys heißt, mit dem Titel One Day I´m Going To Soar.

## Diskographie

### Singles
- 1988: Walk Away / Even When I Hold You
- 1988: Tonight / Kevin Rowland's Band
- 1988: Young Man / One Way Ticket To Palookaville
- 1999: Concrete And Clay / I Can't Tell The Bottom From The Top (Instrumental)

### Alben
- 1988: The Wanderer (Young Man / Walk Away / You'll Be The One For Me  / Heartaches by the Number / I Am A Wanderer / Tonight / When You Walk Alone / Age Can't Wither You / I Want / Remember Me)
- 1999: My Beauty (The Greatest Love Of All / Rag Doll / Concrete And Clay / Daydream Believer / This Guy’s In Love With You / The Long and Winding Road / It’s Getting Better / I Can’t Tell The Bottom From The Top / Labelled With Love (I’ll Stay With My Dreams) / Reflections Of My Life / You’ll Never Walk Alone)
- 2012 One Day I´m Going To Soar (Now / Lost / Me / She got A Wiggle / You / I´m Thinking of You / I´m Always Going To Love You / Incapable Of Love / Nowhere Is Home / Free / It´s OK John Joe) Label: Buback